# Altbewerber
Als Altbewerber werden in offiziellen deutschen Statistiken diejenigen Personen berücksichtigt, die sich im Bezugsjahr um eine Ausbildungsstelle beworben haben und nicht im selben Jahr von der Schule abgegangen sind, wenn sie sich in mindestens einem der vorangegangenen fünf Jahre erfolglos um eine solche Stelle beworben haben. Dabei ist unerheblich, welchen Schulabschluss sie erworben haben oder welche Gründe für eine Verzögerung des Ausbildungsbeginns vorlagen.
Bis 2008 gingen in deutsche Statistiken auch solche Personen ein, die nicht im Bezugsjahr die Schule verlassen hatten, aber sich in diesem Jahr erstmals um eine Ausbildungsstelle bewarben. Durch die Änderung der Definitionsmenge sank die Zahl der in Statistiken berücksichtigten Altbewerber.

## Aktivitäten nach der ersten Bewerbung
Nach der ersten erfolglosen Bewerbung entscheiden sich viele Abgelehnte, einen Wehr- oder Zivildienst, ein freiwilliges soziales Jahr, einen Auslandsaufenthalt oder ein Praktikum zu absolvieren. Andere Abgelehnte, insbesondere solche mit einem Realschulabschluss, entscheiden sich für den Vollzeit-Schulbesuch in der Sekundarstufe II, oft in der Absicht, die Fachhochschul- oder Hochschulreife zu erlangen, die ihnen die Option gibt, ein Studium aufzunehmen.
Schulabgänger, die noch nicht ihre Berufsschulpflicht erfüllt haben, werden notfalls auch gegen ihren Willen dem Übergangssystem zugeführt, wenn sie nicht auf andere Weise ihre Schulpflicht erfüllen können. Wer nicht mehr berufsschulpflichtig ist, kann seine Arbeitskraft ohne Berufs-, ggf. auch ohne Schulabschluss auf dem Arbeitsmarkt anbieten und einer Tätigkeit als Ungelernter nachgehen.

## Entwicklung der Zahl von Altbewerbern in Deutschland
In Zeiten hoher allgemeiner Arbeitslosigkeit in Deutschland bis zum Beginn des Jahrtausends (Höhepunkt: Februar 2005) erhielten Jahr für Jahr viele Schulabgänger nicht sofort nach dem Verlassen der Schule eine Ausbildungsstelle. Dadurch bauten sich „Altlasten“ in Gestalt von Altbewerbern auf, die mit den jeweils frisch entlassenen Schulabgängern um eine Ausbildungsstelle konkurrierten. Im Jahr 2006 machten erstmals Altbewerber die Mehrheit (51 Prozent) aller Bewerber um eine Ausbildungsstelle aus. Die Quote betrug in den Jahren 2006 bis 2008 nach der seit 2008 gültigen Definition des Begriffs Altbewerber 40 Prozent; sie sank bis 2016 auf 27 Prozent (siehe „Weblinks“).
Im Jahr 2006 betrug der Anteil der Hauptschüler unter den Altbewerbern 40,2 Prozent; 8,5 Prozent hatten keinen Schulabschluss. Die Quote der Schüler mit Realschulabschluss lag 2006 bei 37,8 Prozent, der Anteil der Abiturienten bei 12,7 Prozent (diesen Quoten liegt noch die alte Definition des Begriffs Altbewerber aus der Zeit vor 2008 zugrunde, der zufolge beispielsweise ein Abiturient, der ein Freiwilliges Soziales Jahr absolviert hatte, bei seiner ersten Bewerbung um eine Ausbildungsstelle als Altbewerber gezählt wurde).
Zwischen Oktober 2006 und September 2007 standen in Deutschland 737.300 Bewerbern um eine Ausbildungsstelle 510.400 offene Ausbildungsstellen gegenüber. Dieses Defizit verringerte sich bis 2015/2016 stetig. 2016/2017 gab es erstmals einen leichten Überhang an offenen Ausbildungsstellen (549.800 Stellen standen 547.800 Bewerber gegenüber). Während 2017 das Verhältnis zwischen Bewerbern und offenen Stellen bundesweit annähernd ausgeglichen war, sind allerdings große regionale Unterschiede festzustellen. So gab es etwa in Bayern eine Relation von 79 Bewerbern auf 100 Stellen, in Berlin hingegen von 142 Bewerbern auf 100 Stellen. Auffällig ist, dass nicht überall in Ostdeutschland die Situation für Ausbildungsplatzsuchende 2017 relativ schlecht und nicht überall in Westdeutschland relativ gut war. Auffällig ist ferner, dass 36 Prozent der Bewerber mit Fluchthintergrund im Bezugszeitraum 2016/2017 eine Berufsausbildung begannen (von allen Bewerbern konnten 47 Prozent in eine Ausbildungsstelle vermittelt werden).
Von 2009 bis 2018 nahm die Zahl der unbesetzten Ausbildungsstellen in Deutschland um 178 Prozent zu. Trotz einer steigenden Zahl unbesetzter Ausbildungsplätze stieg von 2010 bis 2017 die Zahl unversorgter Bewerber von 8.357 auf 18.365. Aus der Sicht der Gewerkschaft Erziehung und Wissenschaft liegt das auch daran, dass sich trotz der Absichtsbekundungen der Wirtschaft in den 2000er Jahren im Zeitraum zwischen 2011 und 2016 der Anteil der Unternehmen in Deutschland, die sich an der Berufsausbildung beteiligen, von 25 auf 20 Prozent verringert habe. Dadurch hätten es junge Menschen ohne „Ausbildungsreife“ de facto nicht leichter als in den 2000er Jahren, einen Ausbildungsplatz zu erhalten.

## Ursachen der Erfolglosigkeit bei früheren Bewerbungen

### Arbeitsmarktlage
Es liegt auf der Hand, dass bei einem Überangebot an Interessenten für einen Ausbildungsplatz im Vergleich zur Zahl der angebotenen Ausbildungsstellen viele Bewerber nicht berücksichtigt werden können. Zu diesem Ungleichgewicht gesellen sich Hürden in Form von Einstellungsvoraussetzungen, die viele Bewerber nicht erfüllen. Dazu gehört vor allem der Realschulabschluss als Mindestvoraussetzung für den Beginn einer Lehre in vielen Ausbildungsberufen.
Bei einer Besserung der Arbeitsmarktlage werden, sofern der Staat nicht steuernd ins Marktgeschehen eingreift, zuerst diejenigen Altbewerber eingestellt, bei denen aus Arbeitgebersicht die Wahrscheinlichkeit, die Ausbildung erfolgreich abschließen zu können, sowie die Motivation zur Mitarbeit und die „Ambitioniertheit“ am größten zu sein scheinen.
Insbesondere haben bei einer Verbesserung der Arbeitsmarktlage diejenigen Altbewerber relativ gute Chancen bei einer erneuten Bewerbung, die die folgenden Merkmale aufweisen:
- hohe Schulabschlüsse, insbesondere Abschlüsse von (höheren) Handelsschulen,
- gute Noten (insbesondere in Mathematik und Deutsch),
- eine erfolgreich absolvierte Einstiegsqualifizierung (EQJ).[11]

### Bewerbern zugeschriebene Defizite
Vielen Bewerbern wird eine mangelnde allgemeine Ausbildungsreife bescheinigt. Darüber hinaus verringert das Fehlen wichtiger Schlüsselqualifikationen in Verbindung mit einer mangelnden Beherrschung fundamentaler Kulturtechniken und/oder der deutschen Sprache die Wahrscheinlichkeit, dass der Bewerber die Ausbildung erfolgreich abschließen kann.
Zu beobachten ist ein Trend zu einem Anstieg der Anforderungen, mit denen Bewerber konfrontiert werden. Dieser führt in Verbindung mit einem stetigen Anstieg der Abiturientenquote dazu, dass zunehmend Realschulabsolventen als „zweite Wahl“, Abiturienten hingegen als „erste Wahl“ betrachtet werden. Dass Letztere allerdings sich (aus der Sicht von Ausbildungsbetrieben) „zu oft“ für ein Studium und gegen eine betriebliche Ausbildung entscheiden, bewerten viele Personalverantwortliche als „Überakademisierung“, obwohl der Trend zu höheren Anforderungen auch dazu führt, dass immer mehr gut bezahlte Tätigkeiten nur für Bewerber mit Hochschulabschluss zugänglich sind. Abgesehen davon wird für ganze Berufsfelder gefordert, dass die in ihnen Tätigen durchweg einen Hochschulabschluss vorweisen können sollten (z. B. gilt das für Tätigkeiten im pädagogischen sowie im Pflege- und im Therapiebereich). Das Ergebnis des Trends zu einem Anstieg der Eingangsvoraussetzungen für einen Beruf ist eine relativ hohe Quote von Bewerbern mit Realschulabschluss, deren Bewerbungen nicht im Jahr des Schulabgangs erfolgreich sind (= relativ viele Realschulabsolventen unter den Altbewerbern).
Eine eigene Gruppe unter den Altbewerbern stellen alleinerziehende Mütter und Väter dar. Viele potenzielle Arbeitgeber sind nicht bereit, deren eingeschränkte zeitliche (und räumliche) Verfügbarkeit zu berücksichtigen.

## Einschätzung durch die Wirtschaft
Das Bundes-Wirtschaftsministerium warb 2012 um die Einstellung von Altbewerbern. Denn diese seien „besser als ihr Ruf: Während ihre Motivation und ihr Engagement überdurchschnittlich sind, besitzen sie Kenntnisse und Fähigkeiten, die etwa denen eines durchschnittlichen Auszubildenden entsprechen.“ Damit widerspricht das Ministerium einer Einschätzung aus dem Jahr 2010, wonach viele Bewerber deshalb nicht sofort im ersten Jahr, in dem sie sich um eine Ausbildungsstelle beworben haben, eine solche erhalten hätten, weil sie damals Defizite gehabt hätten, die zu einer Ablehnung der Bewerbung durch die Betriebe geführt hätten. Sie seien schlichtweg „zu schlecht“ gewesen.
Im Jahr 2015 gaben 59,0 Prozent der „ausbildungsaktiven“ Betriebe (d. h. der Betriebe, die in den letzten Jahren bzw. zur Zeit der Befragung junge Menschen im dualen System ausgebildet haben) an, sie hätten noch nie einen Hauptschulabsolventen ausgebildet; 91,9 Prozent der ausbildungsaktiven Betriebe haben demnach bis 2015 noch nie einen Jugendlichen ohne Schulabschluss ausgebildet.
Gegen die These, potenzielle Ausbilder hätten sich nicht an das veränderte Angebot an Bewerbern angepasst, spricht, dass nach Aussagen des Deutschen Industrie- und Handelstags (DIHT) 80 Prozent der 2017 befragten Unternehmen erklärt hätten, sie seien bereit, lernschwächeren Jugendlichen Ausbildungschancen zu geben und ihnen im Betrieb Nachhilfeunterricht zu erteilen.
Trotz deutlich besserer demografischer und konjunktureller Rahmenbedingungen für Bewerber als 2006 ist bis 2016 dem „Datenreport 2018“ des BIBB (siehe Weblinks) zufolge die „Einmündungsquote“ (d. h. der Anteil erfolgreich auf eine Ausbildungsstelle vermittelter Bewerber) bei den Altbewerbern nicht gestiegen, bei den Erstbewerbern sogar gesunken, was darauf hinweist, dass es trotz eines sich verschärfenden Fachkräftemangels immer noch viele Bewerber gibt, die von der Wirtschaft als „ungeeignet“ bewertet werden.
Ebenfalls dem „Datenreport 2018“ des BIBB zufolge hatten mehr als zwei Drittel aller Altbewerber des Jahres 2016 einen besseren Schulabschluss als den Hauptschulabschluss und waren eher bereit, in verschiedenen Berufen eine Ausbildungsstelle anzunehmen und sich auch außerhalb ihrer Heimatregion zu bewerben, als erfolgreiche Erstbewerber. Der Anteil junger Menschen mit Migrationshintergrund an allen Erstbewerbern war 2016 nur noch unwesentlich höher als ihr Anteil an allen Altbewerbern (28 bzw. 31 Prozent). 2006 hatte der Anteil junger Menschen mit Migrationshintergrund unter den Erstbewerbern bei 20 Prozent, unter den Altbewerbern hingegen bei 29 Prozent gelegen.

## Förderung von Altbewerbern
Im Januar 2008 beschloss das Bundeskabinett, 100.000 Altbewerber mit Ausbildungsstellen zu versorgen. Bis 2010 konnten Betriebe einen Ausbildungsbonus für „besonders förderungswürdige“ Altbewerber erhalten. Der Bonus konnte je nach Ausbildungsvergütung bis zu 6000 Euro betragen.
Im Frühjahr 2015 fügte der Deutsche Bundestag in das SGB III den § 130 ein, durch den das Instrument der „Assistierten Ausbildung“ in das deutsche Sozialrecht eingeführt wurde. 6364 Auszubildende wurden 2016 auf der Grundlage dieses Instruments gefördert. Als „förderungsbedürftig“ im Sinne des § 130 SGB III gelten
„junge Menschen (in der Regel unter 25 Jahre), die
- lernbeeinträchtigt oder sozial benachteiligt sind,
- in der Regel noch nicht über eine berufliche Erstausbildung verfügen, aber die dafür notwendige Ausbildungsreife und Berufseignung besitzen und
- wegen in ihrer Person liegender Gründe ohne die Förderung eine betriebliche Berufsausbildung nicht beginnen, fortsetzen oder erfolgreich abschließen können.“[17]

Handlungsleitend für die Neuregelung war die Einsicht, dass „[v]or allem den Zielgruppen der Jugendsozialarbeit – bildungsbenachteiligten oder individuell beeinträchtigten Jugendlichen und jungen Erwachsenen, die sich häufig in schwierigen Lebenslagen befinden – […] der Zugang zu einem regulären Ausbildungsplatz oder einem erfolgreichen Abschluss weiterhin oft versperrt“ bleibe. Laut Absatz 9 von § 130 SGB III erhalten letztmals am 30. September 2020 junge Menschen die Gelegenheit, eine Ausbildung auf der Grundlage des Paragraphen zu beginnen.
Zum Ende der 2010er Jahre hin wird die Gruppe der Förderwürdigen unter den Altbewerbern stark eingegrenzt. So stellt das hessische Regierungspräsidium Kassel klar, dass nur solche Altbewerber vom Land Hessen gefördert werden können, die in Hessen wohnen, jünger als 27 Jahre sind, keinen höheren Schulabschluss als den Hauptschulabschluss vorweisen können und eine etwaige vorangehende Berufsausbildung spätestens ein Jahr nach Ablauf der Probezeit abgebrochen haben.
Aktuell ist das Modell der Einstiegsqualifizierung bedeutsam. Das Programm setzt an dem Befund an, dass viele Schulabgänger (noch) nicht in der Lage sind, den Anforderungen zu genügen, die für den erfolgreichen Abschluss einer Berufsausbildung im angestrebten Beruf erforderlich sind. Hauptinstrument des Modells ist ein sechs- bis zwölfwöchiges Praktikum, in dem sich ein Bewerber und sein künftiger potenzieller Ausbilder gegenseitig kennenlernen sollen. Das Potenzial des Bewerbers soll dabei vorurteilsfrei realistisch erfasst werden.
Die Frage, ob der Staat überhaupt verpflichtet sei, den sich legal auf seinem Gebiet Aufhaltenden zu einer Ausbildung zu verhelfen, ist politisch umstritten. Anerkannt ist lediglich der Anspruch von Art. 27 des Übereinkommens über die Rechte von Menschen mit Behinderungen auf Teilhabe am Arbeitsleben. Im Sinne des § 19 SGB III gehören zur Gruppe der Menschen mit Behinderung, auf die das UN-Übereinkommen anwendbar ist, auch „lernbehinderte“ Menschen. Nach Auffassung von Peter Masuch, Präsident des Bundessozialgerichts, haben Menschen ohne Bescheinigung einer (Lern-)Behinderung keinen Rechtsanspruch auf Förderung durch den Staat, weil „der Mensch ohne Behinderung sich wegen des Nachrangs der Sozialhilfe selber helfen kann und muss“.